# Polygonum glaucum
Polygonum glaucum là một loài thực vật có hoa trong họ Rau răm. Loài này được Nutt. miêu tả khoa học đầu tiên năm 1818.